# Ocotea congestifolia
Ocotea congestifolia är en lagerväxtart som beskrevs av Tobias Lasser. Ocotea congestifolia ingår i släktet Ocotea och familjen lagerväxter. Inga underarter finns listade i Catalogue of Life.